# Ádám Szirtes
Dans le nom hongrois Szirtes Ádám, le nom de famille précède le prénom, mais cet article utilise l’ordre habituel en français Ádám Szirtes, où le prénom précède le nom.
Ádám Szirtes, né le 10 février 1925 à Tápiósáp et mort le 27 juillet 1989 à Budapest, est un acteur hongrois.

## Filmographie partielle
- 1948 : Un lopin de terre (Talpalatnyi föld) de Frigyes Bán
- 1953 : Petit Sou (Kiskrajcár) de Márton Keleti
- 1953 : La mer se lève (Föltámadott a tenger) de László Ranódy et Mihály Szemes
- 1956 : Un petit carrousel de fête  (Körhinta) de Zoltán Fábri
- 1962 : Je m'adresse au ministre  (Felmegyek a miniszterhez)  de Frigyes Bán
- 1962 : Legenda a vonaton de Tamás Rényi
- 1965 : Háry János de Miklós Szinetár
- 1965 : Vingt heures (Húsz óra) de Zoltán Fábri
- 1967 : A koppányi aga testamentuma d'Éva Zsurzs
- 1968 : Cati (Eltávozott nap) de Márta Mészáros
- 1970 : Une nuit de folie (Egy őrült éjszaka) de Ferenc Kardos
- 1976 : la Petite de l'assistance (Árvácska) de László Ranódy et Gyula Mészáros